# Libor Pavlů
Libor Pavlů (12. února 1945 – 16. srpna 2015) byl český politik, ekonom a podnikatel, bývalý senátor za obvod č. 49 – Blansko a člen ČSSD.

## Politická kariéra
V letech 1996-1998 zastával funkci starosty města Blansko, poté mezi lety 2000-2002 působil jako radní. Ve volbách 2002, přestože byl lídr tamní sociálnědemokratické kandidátky, se díky preferenčním hlasům ostatních kandidátů do zastupitelstva nedostal.
Ve volbách 1996 se stal členem horní komory českého parlamentu, přestože jej v prvním kole porazil občanský demokrat Stanislav Frantel v poměru 26,89 % ku 21,54 % hlasů. Ve druhém kole ovšem sociální demokrat obdržel 53,92 % hlasů a byl zvolen senátorem. V senátu zasedal ve Výboru pro územní rozvoj, veřejnou správu a životní prostředí. Ve volbách 1998 chtěl mandát obhajovat, ovšem neuspěl v primárkách ČSSD, kde jej porazil bývalý poslanec za někdejší Českomoravskou unii středu Jiří Drápela.